# 丹尼尔·戈迪斯
丹尼尔·戈迪斯（1959年7月5日—）是一位美国出生的以色列拉比与作家，毕业于哥伦比亚大学和南加州大学，主要作品有获美国国家犹太图书奖的《以色列：一个民族的重生》（Israel: A Concise History of a Nation Reborn）、《拯救以色列：犹太人怎样才能打赢一场没完没了的战争》（Saving Israel: How the Jewish People Can Win a War That May Never End）等。